# Osmorregulação
Osmorregulação é o mecanismo de controle da pressão osmótica em um organismo.
A água atravessa uma membrana semipermeável para alterar a concentração de moléculas de soluto.
Osmorregulação é o processo pelo qual células e organismos simples mantêm o equilíbrio de fluidos e eletrólitos com o ambiente.

## Tipos de osmorregulação
A osmorregulação é um processo complexo utilizado por organismos vivos para garantir que sua pressão osmótica permaneça estável.
Existem vários tipos diferentes de osmorregulação, e uma grande variedade de técnicas pode ser usada para regular a pressão osmótica em tudo, desde plantas até baleias.
Em todos os casos, o objetivo é manter a consistência e o nível dos fluidos corporais constantes.
Osmoconformadores tentam se adaptar ao ambiente ao redor. Esse tipo de osmorregulação é mais comum em invertebrados marinhos. Nesses animais, a consistência dos fluidos corporais corresponde à da água circundante, de modo que não há ganho ou perda líquida de água ou sais do corpo do peixe. Os osmorreguladores, por outro lado, mantêm uma pressão osmótica muito rigorosa, que não está em conformidade com o ambiente circundante, e esse tipo de osmorregulação é o mais comum.
A pressão osmótica envolve a tendência de uma solução de menor concentração fluir através de uma membrana para uma solução de maior concentração. Dentro do corpo, é essencial regular a pressão osmótica para alcançar o que é conhecido como solução isotônica, o que significa que não há ganho ou perda líquida de líquidos e sais em uma célula, mas sim um fluxo constante de entrada e saída.
Se os fluidos corporais ao redor da célula estiverem muito diluídos, a água flui para dentro da célula, causando inchaço e potencial explosão. Por outro lado, se os fluidos corporais ao redor de uma célula estiverem concentrados, a água fluirá para fora da célula, fazendo-a murchar.
Os processos metabólicos são usados para remover resíduos do corpo e manter estáveis os níveis de sais dissolvidos e outros compostos no sangue.
Isso garante que as células do corpo sejam banhadas em uma solução isotônica que manterá a saúde das células.
A maioria dos organismos precisa consumir água para manter a osmorregulação, pois a água pode ser usada para diluir os fluidos corporais se eles ficarem muito concentrados ou pode ser excretada se não for necessária.
Em um exemplo clássico de osmorregulação no trabalho, quando as pessoas bebem, o álcool atua como diurético, forçando o corpo a excretar água e concentrando os sais nos fluidos corporais, criando uma solução hipertônica.
Como resultado, as células sofrem uma perda líquida de água e o corpo desenvolve o que é conhecido como “ressaca”. Ao beber muita água enquanto bebe álcool, as pessoas podem ajudar seus corpos a manter a osmorregulação, diminuindo o risco de uma ´"ressaca", mantendo os fluidos corporais isotônicos.

## Classificações
Os animais de água doce possuem fluidos corpóreos que são osmoticamente mais concentrados que o meio; esses animais são hiperosmóticos. Se um animal apresenta uma concentração osmótica inferior ao meio, como o peixe teleósteo marinho, é considerado hiposmótico. Em água do mar normal, à concentração máxima, esses peixes são hipotônicos (isto é, seus fluidos corpóreos são osmoticamente mais diluídos que o meio), o que requer osmorregulação ativa. 
Alguns animais aquáticos conseguem tolerar grande variações na concentração salina da água na qual vivem; são denominados eurialinos.
Outros animais apresentam uma tolerância limitada as variações na concentração do meio; são denominados estenalinas. Um animal que consegue sobreviver em água salobra é eurialino. Um animal extremamente eurialino pode ser capaz de tolerar períodos mais curtos ou mais longos em água doce. O termo eurialino é usado também para animais de água doce que conseguem suportar aumentos consideráveis no conteúdo salino da água. Um organismo estenoalino, marinho ou de água doce, consegue suportar somente uma pequena variação na concentração salina da água onde vive.

## Estratégias de osmorregulação
Um animal que viva num ambiente de água doce tem fluidos corporais hipertónicos - isto é, tem tendência a receber água, que passa, por osmose, do meio onde está mergulhado para o seu interior. Se não houvesse alguma estratégia de regulação, o animal tenderia a inchar. Assim, estes animais (por exemplo, rãs e peixes de rio) fazem face a este fenómeno não bebendo água e eliminando grandes quantidades de urina muito diluída (tendo, por isso, glomérulos de grandes dimensões nos rins).
Um animal que viva num ambiente de água salgada terá de processar a sua osmorregulação no sentido inverso. Como os seus fluidos corporais são hipotónicos em relação à água do mar (isto é, com uma menor concentração de sais), a água tem tendência a sair naturalmente dos seus corpos, por osmose, o que provocaria a sua morte por desidratação, caso não houvesse alguma forma de regular este processo. Assim, o animal tem glomérulos de pequenas dimensões paralelas, de forma a produzir urina isotónica (com o mesmo grau de concentração de sais) em relação à água do mar. Para compensar esta perda de água através da urina, estes animais recebem grandes quantidades de água. Note-se que, pelo senso comum, pareceria mais lógico que fossem os peixes de água doce os que beberiam água - efectivamente, são os de água salgada que o fazem. Mas a água do mar apresenta elevada concentração de sais, o que poderia acarretar uma elevação na concentração plasmática do animal. Para contornar o problema, os peixes de água salgada possuem células especializadas nas suas brânquias, capazes de eliminar o excesso de sais por transporte ativo. Tal estratégia contribui para manter constante a concentração interna.